# Escativana
L'escativana és un terme utilitzat en les arts de l'enquadernació per referir-se a una tira de pergamí, de paper, de cartolina, de tela o de qualsevol altre material, plegada en dos longitudinalment, que se subjecta a la costura del llibre com si fos un bifoli i a la qual s'enganxa o cus un foli despariat sense pestanya. Serveix per a suplementar fulls solts a un volum enquadernat,
Les escativanes també s'utilitzen sovint per reforçar la unió de parts debilitades o despreses d'un llibre enquadernat, especialment de les tapes, però també dels fulls de guarda o d'un quadern sencer.

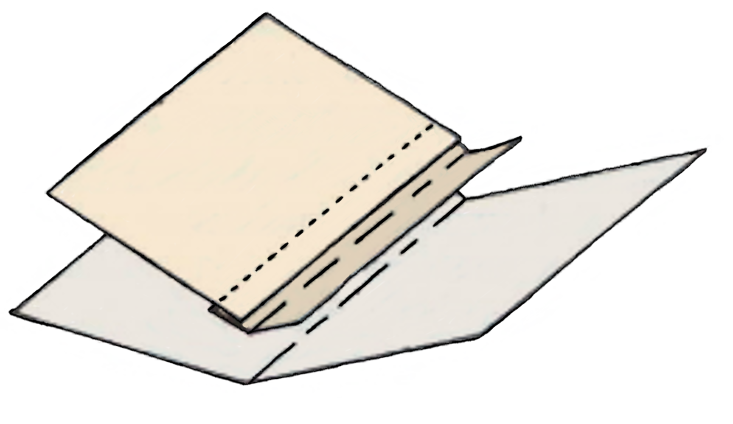
Unió d'un full solt a un plec mitjançant l'ús d'escativana

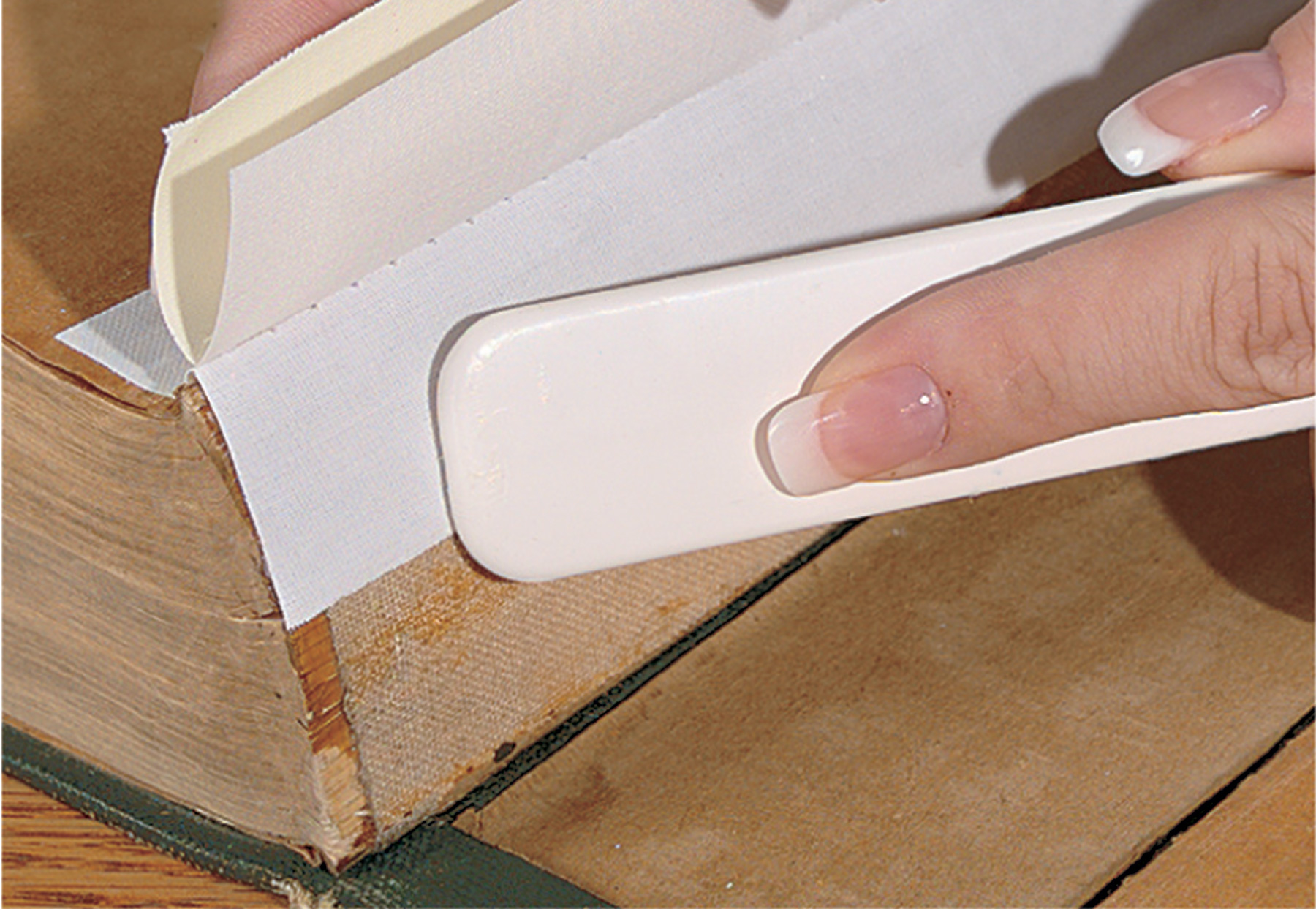
Enquadernació reforçada mitjançant l'ús d'escativana per unir dues parts despreses